# Oxypoda complicata
Oxypoda (Sphenoma) complicata – gatunek chrząszcza z rodziny kusakowatych i podrodziny Aleocharinae.

## Taksonomia
Gatunek ten opisany został w 2011 roku przez Volkera Assinga na podstawie 6 okazów. Jego epitet gatunkowy pochodzi z łaciny i oznacza fałdowany nawiązując do budowy edeagusa.

## Opis
Chrząszcz o ciele długości od 4 do 4,9 mm. Głowa brązowa do ciemnobrązowej, w obrysie jajowata i nieco podłużna, bardzo gęsto punktowana i płytko mikrorzeźbiona. Trzeci człon czułków około dwa razy dłuższy niż szeroki, czwarty słabo wydłużony, piąty podobnie długi jak szeroki do słabo wydłużonego, człony od szóstego do dziesiątego coraz szersze i słabo poprzeczne, dziesiąty mniej niż 1,5 raza szerszy niż długi, a jedenasty około nieco dłuższy niż człony dziewiąty i dziesiąty razem wzięte. Przedplecze rude do rudobrązowego, około 1,3 raza tak szerokie jak długie, najszersze w tylnej połowie, punktowane i mikrorzeźbione w sposób podobny do głowy, o tylnych kątach tępo zaznaczonych. Pokrywy rude do rudobrązowych, gęsto punktowane. Odwłok ciemnobrązowy z rudymi brzegami segmentów od trzeciego do szóstego i wierzchołkiem. Odnóża i nasada czułek rude. Samce o ósmym segmencie odwłoka ostro wyciągniętym pośrodku tylnej krawędzi, wierzchołkowym płatku paramery długim i smukłym, a środkowym płatku edeagusa z boczną fałdą na brzusznym wyrostku. Samice o ósmym segmencie odwłoka z tylną krawędzią wypukłą.

## Rozprzestrzenienie
Gatunek palearktyczny, znany z irańskiego ostanu Azerbejdżan Zachodni i tureckiej prowincji Erzurum.